# Jules Baron
Pour les articles homonymes, voir Baron.
Jules Baron, né le 15 février 1855 à Cholet (Maine-et-Loire) et mort le 10 septembre 1919 à Cholet, est un homme politique français.

## Biographie
Jules Baron, est fils de Jules Auguste Baron, marchand de fer et de Marguerite Clotide Pierette. Propriétaire foncier, il est conseiller d'arrondissement de 1880 à 1889, puis conseiller général du canton de Cholet de 1889 à 1905. Conseiller municipal de Cholet en 1888, il est maire de 1893 à 1894 et de 1896 à 1900. Il est député de Maine-et-Loire de 1896 à 1903, siégeant à droite. Nationaliste et antisémite, il sera très logiquement antidreyfusard.

## Sources
- « Jules Baron », dans le Dictionnaire des parlementaires français (1889-1940), sous la direction de Jean Jolly, PUF, 1960 [détail de l’édition]